# Бурлачук Антон Гнатович
Антон Гнатович Бурлачук (нар. 1925 — пом. 17 лютого 1945) — Герой Радянського Союзу (31 травня 1945, посмертно).

## Біографія
Народився в 1925 р. у с. Морозівка (Погребищенський район) в родині селянина. Українець. Член ВЛКСМ із 1944 р.
У 1940 р. закінчив 7 класів Новофастовської школи. Працював у колгоспі.
У ряди Радянської Армії покликаний у квітні 1944 р. Воював на 1-му і 3-му Прибалтійських, 1-му і 2-му Білоруських фронтах.
Брав участь в Ризькій операції, звільнення Литовської РСР, Вісло-Одерської операції. В ході останньої відзначився. На той час червоноармієць Антон Бурлачук був навідником станкового кулемета 601-го стрілецького полку 82-ї стрілецької дивізії 47-ї армії 1-го Білоруського фронту [1].
14-15 січня 1945 року в ході прориву потужної лінії оборони німецьких військ на лівому березі Вісли на південь від Варшави Бурлачук придушив 5 кулеметних точок противника. 15 лютого 1945 року біля села Альт-Рюдніц на правому березі Одера, незважаючи на отримане поранення, зумів знищити кілька кулеметних точок. 17 лютого під час бою за утримання панівної висоти біля цього села брав активну участь у відбитті 10 ворожих контратак. У цьому бою підірвав гранатою себе і кількох німецьких солдатів і офіцерів, які його оточили. Похований в селі Грюненберг (нині - Голиці) в чотирьох кілометрах на південний схід від міста Цединя Західно-Поморського воєводства .
За зразкове виконання бойових завдань командування на фронті боротьби з німецькими загарбниками і виявлені при цьому відвагу і геройство рядовому Бурлачуку Антону Гнатовичу Указом Президії Верховної Ради СРСР від 31 травня 1945 року посмертно присвоєно звання Героя Радянського Союзу.

## Нагороди, пам'ять
- Орден Слави 3-го ступеня
- Медаль «За відвагу»
- Медаль «Золота зірка» (31 травня 1945; посмертно)
- Орден Леніна (31 травня 1945; посмертно)

## Вшанування пам'яті
Його ім'ям названа вулиця в с. Морозівка.